# Бенджамін Хоффман
Бенджамін Хоффман (фр. Benjamin Hoffmann, нар. 13 листопада 1985, Віллербанн, Франція) — французький письменник і вчений. Автор романів та есеїв, опублікованих у Франції та США.

## Біографія
Бенджамін Хоффман народився в 1985 році, зростав у місті Бордо. Після отримання ступеня бакалавра з літератури у ліцеї Монтеск'є, Бенджамін отримав ступінь з сучасної літератури і ступінь з філософії в університеті Бордо. З 2006 року він був студентом університету Сорбонна, де отримав ступінь магістра французької літератури, присвятивши першу дисертацію творчості Казанови, а другу — романам Сада. Він також навчався у Вищій нормальній школі (Париж), де закінчив літературу та філософію в 2010 році. Його перша книга «Світ прекрасний, ми можемо туди подорожувати» була опублікована в 2008 році видавництвом Bastingage. У 2009 році став асистентом мови у французькому відділенні Емгерстського коледжу (США). Раптова смерть батька, Патріка Хоффмана, надихнула Бенджаміна написати оповідання під назвою «Батько та син», яке було опубліковане в 2011 році видавництвом Галлімар у колекції Arpenteur. Того ж року він опублікував свій другий роман «Аня Іванівна» у видавництві Bastingage.
У 2010 році Хоффман отримав ступінь доктора Єльського університету, де працював під керівництвом Томаса М. Кавана та Крістофера Л. Міллера. У 2015 році він захистив дисертацію, присвячену репрезентації Америки у французькій літературі XVIII століття. Під назвою «Посмертна Америка» її публікує у Франції видавництво Éditions Classiques Garnier і в Сполучених Штатах видавництво Pennsylvania State University Press. Зараз Бенджамін Хоффман є доцентом Університету штату Огайо, де викладає творче письмо та французьку літературу дореволюційного періоду.
Романи Хоффмана досліджують такі теми, як подорожі, вигнання, сімейні стосунки, горе, брехня, нові технології та сучасна Америка. У романі «Американське стовпотворіння» (2016) письменник пропонує образ Сполучених Штатів, який належить до жанру літератури-антиутопії. Даний роман отримав високу оцінку видання Le Monde des livres, яке підкреслило «баланс тексту між пригодницьким сюжетом та складною архітектурою» та «пластичність стилю, що дозволяє книзі переходити з одного регістру в інший».
Директор «Центру передового досвіду» та «Письменницької резиденції Жюля Верна» в Університеті штату Огайо досліджує трансатлантичні студії, літературу та філософію XVIII століття, знайомство з буддизмом на Заході та літературну теорію.

## Твори

### Книги
- Сторожовий острів, Париж, Editions Gallimard, зб. «Білий», 2022 ISBN 978-2-07-293395-0
- Парадокси нащадків, есе, Editions de Minuit, зб. «Парадокс», 2019, ISBN 978-2-707-34503-5
- Посмертна Америка, есе, Éditions Classiques Garnier, зб. «Просвітництво Європи», 2019 ISBN 978-2-406-07822-7
- Lezay-Marnésia, Листи, написані з берегів Огайо, критичне видання, Éditions Classiques Garnier, зб. «Американа», 2019 ISBN 978-2-406-07825-8
- American Pandemonium, роман, Париж, Éditions Gallimard, зб. «Геодезист», 2016 ISBN 978-2-07-014227-9
- Батько та син, історія, Париж, Éditions Gallimard, зб. «Геодезист», 2011 ISBN 978-2-07-013332-1
- Аня Іванівна, роман, Бордо, Éditions Bastingage, 2011 ISBN 978-2-35060-023-9
- Світ прекрасний, ми можемо туди подорожувати, роман, Бордо, Éditions Bastingage, 2008 ISBN 978-2350600161

### Книги в перекладі
- Парадокси нащадків, пер. Алан Дж. Сінгерман, Penn State UP, 2020 ISBN 978-0-271-087030
- Посмертна Америка, пер. Алан Дж. Сінгерман, Penn State UP, 2018 ISBN 978-0-271-08007-9
- Lezay-Marnésia, Листи, написані з берегів Огайо, пер. Алан Дж. Сінгерман, Penn State UP, 2017 ISBN 978-0-271-07716-1

### Підбір текстів
- «Коханий», Bastille Magazine, жовтень 2022.
- «Мій друг-республіканець», AOC, березень 2022.
- «З Муракамі», L'Atelier du roman, № 107, грудень 2021.
- «Венеція, Анкона, Рим», Bella Italia, вид. Philippe Vilain, Париж, Editions de Grenelle, 2021.
- «Розуміння буддизму Вольтером», Eighteenth-Century Studies, n°54, 2021.
- «Дідро та запровадження буддизму на Заході», Дослідження про Дідро та енциклопедію, n°53, 2018.
- «Від спогадів до спогадів. Вигнанці і політика в Леклерк де Мільфор», Бурі, № 17, 2018.
- «Шатобріан і траур (Нової) Франції», Французький форум, № 42, 2017.
- «Вичитка», Писання, n°150, червень 2017.
- «Письменник вершників, письменник-геодезист», Писання, n°148, листопад 2016
- «Сайт автора: новий простір для критичного дослідження», Французькі студії, n°70, жовтень 2016.
- «Портрет романіста як альпініста», Майстерня роману, n°86, червень 2016.
- «Листи до молодого письменника», Писання, n°145, листопад 2015